# Quiet Kenny
Quiet Kenny è un album di Kenny Dorham, pubblicato dalla New Jazz Records nel 1959. Il disco fu registrato il 13 novembre 1959 al "Rudy Van Gelder Studio" di Englewood Cliffs, New Jersey (Stati Uniti).

## Tracce
Lato A
1. Lotus Blossom – 4:38 (Kenny Dorham)
2. My Ideal – 5:04 (Leo Robin, Newell Chase, Richard Whiting)
3. Blue Friday – 8:43 (Kenny Dorham)
4. Alone Together – 3:11 (Arthur Schwartz, Howard Dietz)

Lato B
1. Blue Spring Shuffle – 7:35 (Kenny Dorham)
2. I Had the Craziest Dream – 4:37 (Harry Warren, Mack Gordon)
3. Old Folks – 5:12 (Dedette Lee Hill, Willard Robinson)

Edizione CD del 1998, pubblicato dalla JVC Records JVCXR-0049-2
1. Lotus Blossom – 4:37 (Kenny Dorham)
2. My Ideal – 5:05 (Leo Robin, Newell Chase, Richard Whiting)
3. Blue Friday – 8:46 (Kenny Dorham)
4. Alone Together – 3:10 (Arthur Schwartz, Howard Dietz)
5. Blue Spring Shuffle – 7:37 (Kenny Dorham)
6. I Had the Craziest Dream – 4:38 (Harry Warren, Mack Gordon)
7. Old Folks – 5:12 (Dedette Lee Hill, Willard Robinson)
8. Mack the Knife – 3:02 (Bertolt Brecht, Kurt Weill)

## Musicisti
- Kenny Dorham  - tromba
- Tommy Flanagan  - pianoforte
- Paul Chambers  - Contrabbasso
- Art Taylor  - batteria